# 暁月夜 -DAY BREAKERS-
『暁月夜 -DAY BREAKERS-』（あかつきづくよ デイブレイカーズ）は、2014年10月1日にGACKTが発売した楽曲、および同曲を収録したシングル。通算45枚目のシングルである。発売元はG&LOVERS。

## 解説
- 前作『P.S. I LOVE U』から、8か月後のリリースとなった。
- TSUTAYA限定盤は、通常のCDに加え、ミニフォトブックが封入されている。

## 収録曲

### CD
1. 暁月夜 -DAY BREAKERS-
スクウェア・エニックス社スマートフォン用ゲーム『3594e-三国志英歌-』主題歌。
春夏秋冬を描く4部作の一つ。
PVでは、バックバンドのギタリストにYOHIOを起用している。
後に、リミックスアルバム『GACKTracks -ULTRA DJ ReMIX-』にて、リミックスバージョンが収録された。
2. 暁月夜 -DAY BREAKERS- (Orchestra Ver)
表題曲のオーケストラバージョン。
2014年に開催した「GACKT×東京フィルハーモニー交響楽団 第二回 「華麗なるクラシックの夕べ」にて初披露した (オーケストラのみの演奏)。
3. 暁月夜 -DAY BREAKERS- (-Instruments-)
4. 暁月夜 -DAY BREAKERS- (Orchestra Ver -Instruments-)

### 初回限定盤 DVD
1. 暁月夜 -DAY BREAKERS- PV

## 楽曲の収録アルバム
- GACKTracks -ULTRA DJ ReMIX- (#1,リミックスバージョン)
- LAST MOON (#1)
- GACKT WORLD TOUR 2016 LAST VISUALIVE 最期ノ月 -LAST MOON- (#1)